# Стріляй, негайно!
«Стріляй, негайно!» (рос. «Стреляй немедленно!») — російськомовний телефільм 2008 року режисера Віллена Новака за сюжетом водевілю «Ведмідь» Антона Чехова, знятий на Одеській кіностудії. Фільм також відомий під назвами «До бар'єру!» (рос. К барьеру!), «Кохати чи вбити» (рос. Любить или убить) та «.UA» (рос. .ЮЕЙ).
Прем'єра фільму на телебаченні відбулася 5 сіня 2009 на російському телеканалі РТР. Кінофестивальна прем'єра відублася 28 травня 2010 року на ІІ Київському міжнародному кінофестивалі.

## Сюжет
Богдан Ступка грає керівника банку, який дає доручення головному герою — кров із носа повернути кредити.

## У ролях
- Ольга Красько — Наталя Попова
- Богдан Ступка — директор банку
- Юрій Степанов — Григорій Степанович Смірнов
- Ірина Токарчук — покоївка Луківна
- Георгій Делієв — продавець в магазині зброї
- Ігор Сербін — Попов
- Наталя Бузько — покоївка одного з клієнтів банку
- Лілія Данич — Снігуронька
- Єгор Крутоголов — Степан, слуга Смірнова
- Євген Паперний
- Тетяна Коновалова
- Євген Кошовий
- Сталіна Лагошняк
- Микола Седнєв
- Олександр Федоренко
- Олександр Самусенко
- Сергій Дмитрієв
- Анастасія Кульова

## Творча група
- Сценарій: Тетяна Гнєдаш
- Режисер-постановник: Віллен Новак
- Оператори-постановники: Олександр Вотінов, Валерій Махньов

## Виробництво
Зйомки проходили в Одесі. Одну зі сцен знімали в одеському кабінеті відомого політика-українофоба Сергія Ківалова.

## Нагороди
Актор фільму Юрій Степанов посмертно отримав нагороду за Найкращу чоловічу роль на ІІ Київському міжнародному кінофестивалі.